# Slane Concert
Slane Concert (Folkmun: live at Slane Castle) är konsertplats vid Slane Castle. Slottet används ofta som arena för konserter och slottets ägor kan ta 80 000 personer i publiken vid en konsert.
Man har arrangerat konserter vid slottet sedan 1981, med artister som The Rolling Stones, U2, Robbie Williams, Red Hot Chili Peppers, Queen, David Bowie, Neil Young, Bryan Adams, Bob Dylan, Bruce Springsteen, Guns N' Roses, Madonna, R.E.M., Foo Fighters, Bon Jovi, Celtic Woman och Oasis.

## List of Slane lineups

### 1980-talet

#### 1981, 16 Augusti
- U2
- Hazel O'Connor
- Rose Tattoo
- Sweet Savage
- The Bureau
- Thin Lizzy

#### 1982, 24 Juli
- The J. Geils Band
- The Chieftains
- George Thorogood and the Destroyers
- The Rolling Stones [3]

#### 1983, 14 Augusti
- Perfect Crime [4]
- Steel Pulse
- Big Country
- Eurythmics
- Simple Minds
- U2 [5]

#### 1984, 8 Juli
- In Tua Nua
- UB40
- Santana
- Bob Dylan[3][6]

#### 1985, 1 Juni
- Bruce Springsteen [3][7][8]

#### 1986
- The Hits
- Chris Rea
- The Fountainhead
- The Bangles
- Queen

#### 1987
- Aslan
- Big Country
- The Groove
- David Bowie

### 1990-talet

#### 1992
- My Little Funhouse
- Faith No More
- Guns N' Roses

#### 1993
- The Blue Angels
- James
- Saw Doctors
- Van Morrison
- Pearl Jam
- Neil Young

#### 1995
- Luka Bloom
- Spearhead
- Belly
- Sharon Shannon
- Oasis
- R.E.M.

#### 1998
- Finlay Quaye
- Junkster
- James
- The Seahorses
- Robbie Williams
- Manic Street Preachers
- The Verve

#### 1999
- Simon Carmody
- David Gray[9]
- Gomez
- Placebo
- Happy Mondays
- Stereophonics
- Robbie Williams

### 2000-talet

#### 2000
- Macy Gray
- Muse
- Eagle-Eye Cherry
- Dara
- Screaming Orphans
- Melanie C
- Moby
- Bryan Adams

#### 2001
- Relish
- Red Hot Chili Peppers
- Coldplay
- Kelis
- JJ72
- U2
- Moby
- Ash
- Nelly Furtado
- The Walls
- Dara
- U2

#### 2002
- Ocean Color Scene[10]
- Nickelback[10]
- Counting Crows[10]
- Doves[10]
- The Revs[10]
- The Charlatans
- Stereophonics[10]

#### 2003
- Halite[11]
- Morcheeba
- Feeder[12]
- PJ Harvey[12]
- Queens of the Stone Age[12][13]
- Foo Fighters[12][13]
- Red Hot Chili Peppers [12][13]

#### 2004
- Paul Oakenfold
- Iggy Pop och the Stooges
- Madonna

#### 2006
- Celtic Woman

#### 2007
- Frankie Gavin
- Tinariwen
- The Hold Steady
- The Charlatans
- The Rolling Stones

#### 2009
- Oasis
- The Blizzards

### 2010-talet

#### 2011
- The Whigs[14][15]
- Mona[14][15]
- Thin Lizzy[14][15]
- White Lies[14][15]
- Elbow[14][15]
- Kings of Leon [14][15]

#### 2013
- Ham Sandwich
- Bressie
- The Coronas
- Bon Jovi
- Chance The Rapper
- Slaughterhouse
- Yelawolf
- Odd Future
- Plan B
- Eminem

#### 2015
- The Strypes
- Ash
- Hozier
- Kaiser Chiefs
- Foo Fighters

#### 2016
På grund av byggnation av ett destilleri på området så anordnades det inga konserter 2016.

## DVD
Vissa av konsert finns på DVD:
- Bryan Adams: Live at Slane Castle (DVD)
- Celtic Woman: live at Slane Castle (DVD)
- Red Hot Chili Peppers: Live at Slane Castle (DVD)
- Robbie Williams: Live at Slane (DVD)
- U2: U2 Go Home: Live from Slane Castle (DVD)